# Давыденко, Екатерина Евгеньевна
Екатери́на Евге́ньевна Гайдук (до замужества Давыденко род. 7 марта 1989, Тольятти) — российская гандболистка, правая полусредняя сборной России и клуба «Лада» Тольятти. Мастер спорта международного класса.

## Биография
Воспитанница тольяттинской СДЮСШОР № 2. Первые тренеры — Ольга Сергеевна и Александр Николаевич Хомутовы.
С 2006 года в основном составе «Лады». С осени 2010 года Давыденко постоянно входит в национальную сборную России, в составе которой стала обладателем Кубка мира 2011 года. Замужем.

## Игровая карьера
- 2005—2006 —  «Лада-2» (Тольятти)
- 2006—2014 —  «Лада» (Тольятти)
- 2014—2015 —  «HCM Baia Mare» (Бая-Маре)
- 2015—2016 — «Ростов-Дон» (Ростов-на-Дону)
- 2018—  н.в. —  «Лада» (Тольятти)

## Достижения
- Бронзовый призёр чемпионата Европы (2008).
- Чемпионка России (2008).
- Серебряный призёр чемпионата России (2007, 2014 и 2019).
- Бронзовый призёр чемпионата России (2009, 2011 и 2012).
- 2-кратная обладательница Кубка ЕГФ (2012, 2014).
- Обладательница Суперкубка Румынии.